# Szapowały (rejon oszmiański)
Szapowały (biał. Шапавалы; ros. Шаповалы) − wieś na Białorusi, w obwodzie grodzieńskim, w rejonie oszmiańskim, w sielsowiecie Boruny.

## Historia
W czasach zaborów wieś w okręgu wiejskim Bałwaniszki, w gminie Holszany, w powiecie oszmiańskim, w guberni wileńskiej Imperium Rosyjskiego. W 1866 roku miała 8 domów i 119 mieszkańców, należała dóbr skarbowych (9 dusz rewizyjnych) i do Niemorszańskich (15 dusz rewizyjnych). W 1905 roku liczyła 92 mieszkańców, 148 dziesięcin.
W latach 1921–1945 leżała w Polsce, w województwie wileńskim, w powiecie oszmiańskim, w gminie Holszany.
W 1931 w 14 domach zamieszkiwało 91 osób.
Wierni należeli do parafii rzymskokatolickiej w Holszanach. Miejscowość podlegała pod Sąd Grodzki w Holszanach i Okręgowy w Wilnie; właściwy urząd pocztowy mieścił się w Holszanach.
Po II wojnie światowej w granicach Związku Sowieckiego. Od 1991 w niepodległej Białorusi.